# Lledó
Lledó (Lledó d'Algars en catalán) es un municipio español situado en la provincia de Teruel, en la comunidad autónoma de Aragón. Este se halla situado en la comarca del Matarraña, en el margen izquierdo del río Algás.

## Demografía
Lledó cuenta con una población de 153 habitantes (INE 2024).
| Gráfica de evolución demográfica de Lledó entre 1842 y 2021                                                         |
| |
| Población de derecho según los censos de población del INE Población de hecho según los censos de población del INE |

## Economía
El municipio cuenta con una gran tradición vitivinícola y la economía se sigue sustentando con la agricultura y la ganadería. 
La localidad es una de las más pequeñas de esta zona y cuenta con los paisajes de los puertos de Beceite. La vía verde Val de Zafán parte desde la estación, que hoy está abandonada. Los edificios se conservan en ruina. Desde esta antigua estación es un punto para partir, tanto hacia la zona catalana de la Vía, como dirección Valdealgorfa.

## Administración y política
| Período   | Alcalde                    | Partido     |  |
| --------- | -------------------------- | ----------- |  |
| 1979-1983 | Bernardo Brenchat Brenchat | UCD         |  |
| 1983-1987 |                            |             |  |
| 1987-1991 |                            |             |  |
| 1991-1995 |                            |             |  |
| 1995-1999 |                            |             |  |
| 1999-2003 |                            |             |  |
| 2003-2007 |                            |             |  |
| 2007-2011 | José Ramón Vallés          | PSOE-Aragón |  |
| 2011-2015 | María José Vallés Brenchat | PSOE-Aragón |  |

| Partido político    | Partido político                                   | 2003   | 2007   | 2011   | 2015   |
| Partido político    | Partido político                                   | Ediles | Ediles | Ediles | Ediles |
|                     | Partido Aragonés (PAR)                             | 4      | 2      | —      | 4      |
|                     | Partido Popular de Aragón (PP)                     | —      | —      | 1      | 1      |
|                     | Chunta Aragonesista (CHA)                          | —      | 1      | —      | —      |
|                     | Partido de los Socialistas de Aragón (PSOE-Aragón) | 1      | 2      | 4      | —      |
| Total de concejales | Total de concejales                                | 5      | 5      | 5      | 5      |

## Patrimonio
Una de las características especiales de la población es su ubicación en una colina, lo que le confiere una estructura de ladera de la que es buen ejemplo su plaza Mayor, compuesta por diversos niveles. En esta plaza se halla la Casa de la Vila, o casa consistorial, que alberga en su interior una lonja. La iglesia parroquial, dedicada a Santiago Apóstol, es una construcción gótica del siglo XIV, declarada recientemente Bien de Interés Cultural[cita requerida]. Realizado en sillería, el templo consta de nave única, uno de los elementos característicos de la arquitectura religiosa de la época en la Corona de Aragón; en la sobria decoración de su fachada resaltan su amplia portada y un hermoso ventanal. 

### Castillo
El castillo perteneciente a esta población de Aragón, junto con el de Arenys de Lledó, perteneció a la encomienda de Calaceite, y, por orden de Alfonso II, jurisdiccionado por la orden de Calatrava. En 1205, Rolando de Cambrils y Dalmacio de Canyelles recibían por parte de la Orden Calatrava el castillo de Calaceite, donde se incluían los términos de Lledó y Arenys. Más tarde, en el año 1029, Martín Martínez, el cual ejercía como maestre de Alcañiz, entregaba el territorio a Pedro II, y este pasaba más tarde a manos del obispo de Tortosa, Gomabaldo de Santa Oliva, con el objetivo de reactivar su repoblación.
Años después, las tropas de Jaime Ram ocuparon y redujeron este pueblo de Teruel, que se había sublevado apoyando al príncipe de Viana, en la lucha que mantenía éste con su adversario Juan II. El casco urbano de Lledó se halla sobre un terreno abrupto situado sobre una colina que le confiere la estructura de ladera. Testigo de algunos de estos acontecimientos y de otros posteriores es su iglesia parroquial, una obra gótica dedicada a San Jaime (Santiago Apóstol). Su datación, no del todo clara, podría situarse hacia la primera mitad del siglo XIV. De hecho, una inscripción, hoy desaparecida, que se podía leer al lado de la puerta, decía: Kalendis Aprilis anno Domini 1313 obiit Bernardus Cirera huyus Eclesiae Magister, hic jacet.
Se trata de un edificio realizado enteramente en cantería, con una sola nave y testero recto. El presbiterio se separa del resto de la nave por un arco apuntado, se cubre con una gran bóveda de crucería sencilla, sus nervios descansan sobre columnas suspendidas y en su clave se representa al Cordero Pascual. El resto de la nave se cubre con bóveda de cañón apuntado, sin interrupción de arcos perpiaños. Sobre arco rebajado, a los pies, se dispone el coro alto, al que se accede mediante escalera de caracol. Se construyeron cuatro capillas laterales, dos por cada lado. Las del evangelio son intramurales y las del lado de la epístola sobresalen hacia el exterior. Todas ellas, excepto la más cercana al coro del lado del evangelio, se decoran con motivos renacentistas. En cuanto a los vanos, destaca un óculo que se abre en la pared frontal del presbiterio con tracería lobulada y un gran ventanal de triple luz sobre la portada. El interior de esta iglesia fue desmantelado en 1936, y sus imágenes y su órgano, obra de Francisco Turull, fueron destruidos. En 1965 fue repicada y perdió sus marcas de cantero.
Exteriormente destaca su fachada principal, situada a los pies. La portada está definida por seis arquivoltas en arco apuntado, la exterior y la interior decoradas con gruesos boceles, mientras las cuatro intermedias presentan finos baquetones. Todas estas molduras se continúan en las jambas y son interrumpidas únicamente por un friso corrido, sin decoración, a la altura de los capiteles. El gran ventanal dispuesto sobre la portada es de tres luces, definidas por dos columnitas de fuste octogonal, con capiteles decorados con cabeza y motivos vegetales. Su tracería está basada en trilóbulos y cuadrilóbulos. Toda ella está enmarcada por un gran arco apuntado, en cuyos extremos se ve una cara y una figura que posiblemente sea de un animal. La espadaña se dispone en el lado derecho de la fachada. En ella se abren dos arcos de medio punto que albergan sendas campanas y se remata en piñón. El volumen correspondiente a la escalera de caracol se dispone en un ángulo de la fachada. Se trata de un cuerpo poligonal, similar a una torre, en el que se abren pequeñas saeteras.

### Casa consistorial
Fue construida frente a la iglesia parroquial y conserva la fecha inscrita de 1610. En la planta baja se dispone una lonja, con dos grandes arcos de medio punto apoyados sobre columnas. En lo que sería la crujía posterior se abre un pasadizo en arco rebajado, que permite el paso de una calle. Este edificio está realizado con buena piedra sillar y se adapta perfectamente a los distintos planos que impone el solar. Ha sido restaurado recientemente.

### Ermita
En los alrededores, a 3 km del centro urbano y sobre una colina, se levanta la Ermita de Santa Rosa de Viterbo, recientemente restaurada. 
La ermita de Santa Rosa de Viterbo, hoy muy deteriorada, fue un centro de devoción popular. Está situada sobre una alta colina, junto a un edificio anexo, sobre cuyo acceso se ve inscrita la fecha de 1739. A la ermita se accedía por un sencillo arco de medio punto definido por grandes dovelas y con la línea de impostas sobresaliente. En las dovelas del lado izquierdo de este arco se ve un reloj de sol. Sobre la clave se dispone una pequeña hornacina con el fondo avenerado y un pequeño óculo. Se trata de un edificio de planta rectangular, de una sola nave, con cabecera poligonal y capillas intramurales. Se cubría con bóveda de cañón con lunetos.

## Festividades
- La patrona de la villa, Santa Rosa Viterbo, se conmemora el 4 de septiembre con fiestas populares. Antes, a finales de mayo o primeros de junio, se celebra la romería anual a su ermita, reanudada desde 1985. Allí se cantan gozos y se concluye con una comida en la que el primer plato lo ofrece el Ayuntamiento.
- Para San Antonio Abad, el 17 de enero, se prende la hoguera alrededor de la cual se concentran los vecinos para asar chorizos y longanizas. Si en este día no se realiza oferta, para el día de San Pedro sí que se subastan alimentos, con los que los jóvenes hacen merienda y las ganancias se dan a la Iglesia.
- Santa Águeda, el 5 de febrero, es una festividad que está arraigando con gran fuerza en toda la provincia. En Lledó, aparte de los pasacalles y comida de hermandad típicos, se configura una corporación municipal formada exclusivamente por mujeres, y la alcaldesa pronuncia un pregón. Desde el punto de vista gastronómico se degustan las habituales casquetas y las tetas de Santa Águeda, pan bendito redondo al que se añade una guinda.
- También se celebra el 9 de mayo San Gregorio, con bendición de los términos, y San Roque en agosto, con novena y gozos bajo la pequeña hornacina con su imagen que tiene en la calle.